# Osječki skauti

## Tko su skauti
Scout(Engleska riječ za izviđač, s malim početnim slovima znači vojni izvidnik), Skaut (fonetska izvedenica iz engleske riječi Scout), Izviđač je odgovarajuća hrvatska rijeć.
Izviđači (Skauti, Scouts) su nepolitički pokret otvoren prema svakome, bez obzira na dob, spol, rasu i vjersku ili političku pripadnost.
Izviđački pokret je:
ODGOJ ZA ŽIVOT
Izviđaštvo dopunjuje školu i obitelj u stvarima koje su za njih neizvedive. Izviđaštvo otkriva svijet izvan zidova učionice, potiče želju za istraživanjem, otkrivanjem i znanjem. Izviđač aktivno primjenjuje svoje znanje i nesebično ga dijeli s drugima.
POKRET ZA MLADE 
Izviđaštvo je pokret... uvijek u pokretu. Prilagođava se uvjetima, mjestu i potrebama. Izviđaštvo je način života.
IZAZOV I ZA ODRASLE
Izviđaštvo pruža starijima mogućnost da pomognu mladima. To je put k boljem razumijevanju među generacijama. U radu s mladima odrasli stječu iskustva i znanja koja im pomažu osobnom razvoju.
SVRHOVITA ZABAVA
Pomoć mladim ljudima u izgradnji vlastitog i skladnog fizičkog, intelektualnog, društvenog i duhovnog života, kroz zabavu i razonodu.
OTVORENO ZA SVAKOGA 
Izviđaštvo ne poznaje granice rase, svjetonazora ili vjere, u skladu s načelima svog osnivača Roberta Badena Powella.
DOBROVOLJNO
Odluku o pristupanju i ostanku donose mladi sami, a na osnovu brojnih i zanimljivih programa.
NEPOLITIČAN I NEVLADIN POKRET
Izviđači ne predstavljaju niti jednu političku stranku ili organizaciju. Ipak, izviđači se aktivno uključuju u rad za dobrobit zajednice, društva i domovine.
MEĐUNARODNI POKRET
Izviđaštvo kao pokret postoji u više od 216 država i teritorija.
POKRET KOJI RASTE
Od svog osnutka 1907. godine izviđaštvo nikad nije prestalo rasti. Danas ima više od 25 milijuna članova - dječaka i djevojčica, djevojaka i mladića. U posljednjih 20 godina izviđački pokret je udvostručio svoje članstvo. Velik broj novih članova nalazi se u tranzicijskim zemljama. Izviđački pokret pridonosi razvoju demokracije i civilnoga društva.

## Povijest

### Nastanak
Još je davne 1881. godine prof. Mate Modrinić u Vinkovcima osnovao prvu đačku izletnu družbu po uzoru na ostale austro-ugarske zemlje poput Woodcraft organizacije koje su se bavili predvojničkom obukom za djecu školske dobi. Đačke izletne družbe su se proširile po cijeloj Hrvatskoj. U svijetu se nastanak izviđača veže za Sir Robert Baden Powell, koji je tijekom ljeta 1908. godine organizirao prvo izviđačko ljetovanje na otoku Brownsea Island (UK). Djeca su išla na izlete i logorovanja i stjecali znanja koja i mi danas učimo. U vrijeme rađanja izviđačkog “Skautskog” pokreta hrvatska je bila u sklopu austrougarske monarhije, te su se prve Skautske jedinice počele osnivati neposredno prije I svjetskog rata (1914), a u nekim dijelovima i ranije. 1910 u budimpešti je osnovana prva skautska grupa MCA—1912 HSA (Magyar cerkeszszovetseg) iz kojeg se dalje širila na hrvatsku. 1911. godine u Istri (koja je tada bila pod Italijom), 1912 u Ogulinu i ostalim turistčkim centrima (tada je gorski kotar bio najposjećenije turističko odredište - Lepenica, Đavolji vir, Plitvice, Plućna bolnica Sušak…). U ostalim većim gradovima (od kojih su neki danas u susjednim državama) javljaju se već 1914. godine. Za prvog svjetskog rata skauti su uglavnom organizirali zbjegove, vatrogasne i sanitetske zahvate, služili u izvidnici itd. (tada je vojni rok trajao 4 godine, a u vojsku se išlo s 16 godina starosti).

### Između dva svjetska rata
Točne podatke nemamo, ali iz knjige: KLUB HRVATSKIH KNJIŽEVNIKA I UMJETNIKA U OSIJEKU iz 1924.(http://knjiga.gskos.hr/~descape/files/Klub.pdf) navodi se prof. Gejza Luka Krnić (De Gora) kao organizator "Skauta" još prije rata (misleći na Prvi svjetski rat). Kako nemamo točne podatke nagađamo kako se radilo o Hrvatskoj đačkoj izletnoj družbi (scout-družba) jer je radio na Kraljevskoj muškoj učiteljskoj školi u Osijeku, a potom na Kraljevskoj velikoj gimnaziji ili o ogranku "Hrvatskog sokola" čiji je G. Krnić također bio član.
Nakon Prvog svjetskog rata i raspadom Austro-ugarske monarhije, Hrvatska ulazi u Kraljevinu SHS (Srba, Hrvata i Slovenaca) gdje se doprinos izletničkih družbi i ostalih "skautskih" organizacija u Osijeku previše ne ističe. 
Nakon Prvog svjetskog rata gase se Hrvatske đačke izletničke družbe (prof. Mate Mudrinić - knjiga "Rukovođ za hrvatske đačke izletničke družbe" Zagreb 1914.).
Odmah nakon rata, 1919. godine ponovno se osnivaju Hrvatski skautski stjegovi u Slavonskom brodu, Vinkovcima, Osijeku, Ogulinu, Virovitici, a nedugo zatim i u ostalim gradovima. 
Godine 1919., nakon I. svjetskog rata, prof. Gejza Krnić osnovao je skautsku organizaciju u Osijeku. Prva četa zvala se "Poletarac", a nešto poslije osnovana je i druga četa - "Uskok".
Dana 2. veljače 1921. osnovan je "III. Skautski Steg Osijek", treći u Kraljevini Jugoslaviji, a prvi u Hrvatskoj koji su pomogli članovi Beogradskog stega izvidnika i planinki (Miloš Popović). Stijeg nije baš dobro radio, pa se zbog nezadovoljstva osniva družba "Frankopan", koja, nakon što je stijeg propao, mijenja naziv u "Osječki skauti".
Savez izvidnika i planinki osnovan je 1921. godine. Kasnije mijenja ime u Savez skauta Kraljevine Jugoslavije. 
Veliki broj skautskih jedinica u Slavoniji polučio je osnivanjem Skautska župe za Slavoniju i Hrvatsku u Osijeku 1922. (Do tada je Osijek imao više stanovnika od Zagreba.)
U Parizu 1922. godine predstavnici izviđača iz kraljevine Jugoslavije sudjeluju na osnivačkom sastanku Svjetskog skautskog pokreta, a 1928. godine na osnivačkom sastanku WAGGGS.
Godine 1923. pokrovitelj skauta Jugoslavije postaje sam Kralj, po uzoru na ostale kraljevine u Europi (kojima su još i danas patronati kraljevi i predsjednici država).
Te godine počinje izlaziti list Skautske župe za Hrvatsku i Slavoniju "SKAUT", a osnovao ga je Franjo Pakaci. Taj list izlazio je sve do 1928. godine kada su kraljevskim dekretom Aleksandar I. Karađorđević 6.siječnja 1929. godine (Šestosiječanjska diktatura) zabranjene sve organizacije koje ispred ne nose naziv Jugoslavenski. (Odred izviđača "Quercus" iz Osijeka ponovno je pokreno izviđački list "SKAUT" 1994. godine).
16.9.1924. se osniva Hrvatski skautski savez u Zagrebu (dr. Zlatko Prebeg), koji se nakon par mjeseci raspušta oblasno i ponovo se ustrojava 8.12.1925 - 2 sabor. Hrvatski skautski zbor nije bio član svjetskog skautskog pokreta, a djelovao je paralelno sa Savezom izviđača i planinki (Beograd) tj. Savezom skauta Jugoslavije.
6.1928 osniva se i Stijeg u Osijeku pod Hrvatskim skautskim savezom (djeluje 5 četa po 4 patrole)koji djeluje do 1929 i mijenja ime u Građanski stijeg ili Stijeg građana radi zabrane imena i učlanjenja srednjoškolskih đaka. Vođa je bio Vjekoslav Maštrović koji je to opisao i u svojoj knjizi "Drugi koraci skauta iz 1933. Križevci". Iz tog vremena je sačubvana arhiva III. čete zahvaljujući V. Maštroviću, pa postoje i popisi članova, dopisi drugima,...
Unatoč tome Hrvatski skauti i dalje djeluju pod nazivom Hrvatski koristeći šahirani grb u svom znaku i jasno se izražavajući protiv monarhije što traje sve do kraja drugog svjetskog rata. 
Po popisu iz tadašnjeg lista Skautske župe za Slavoniju i Hrvatsku “SKAUT” 1923. godine, u Hrvatskoj ima 14 stjegova: otprije u Ogulinu, Osijeku, Zagrebu, Sušaku i Bjelovaru, a novoosnovani su: u Petrinji, Novoj Gradiški, Koprivnici, Bakru, Rumi, Daruvaru, Krapini, Krku. Nazivlje koje su tada koristili su: vod, jato, četa, stjeg, a za članove: skaut, planinka, brđanin, brđanka, poletarac, vođa, četovođa, skaut master. 
Godine 1938. hrvatski su skauti izbačeni iz članstva WOSM-a. U nekim gradovima tijekom II. svjetskog rata i dalje djeluju skauti pod okupacijom, dok se zaslugom skautskih voditelja u partizanskim slobodnim teritorijama javlja nova Pionirska organizacija zbog koje je 1946. godine zabranjen rad skauta u hrvatskoj.

### Izviđači
Već 1950. iz pionirske organizacije, školuju se voditelji (PIRUCI) za logorovanja i izlete Pioniri-izviđači u hrvatskoj. Prvi tečaj je organiziran pokraj Ozlja od 19. do 25. svibnja 1950. taj dan slavimo kao Dan izviđača. Ti tečajevi su bili regionalni. Najpotpunije je dokumentiran tečaj Bjelovarske oblasti, održan od 13. do 19. Lipnja 1950. god. kraj Koprivnice u Pandurskom Jarku, s 26 rukovodilaca. Zagrebački tečaj je održan u Brežicama iznad Krke ‘50. a među rukovodiocima su bili: Berislav Orlović, Ljerka Paver-Kovačević, Kamilo Ferenčak, Mladen Bjažić i Danko Oblak. Zanimljivo je da su tečajci učili iz ruskog priručnika “Vožatago”, koji je zapravo preuređeni skautski priručnik. Na temelju tih tečajeva, diljem hrvatske se u jesen 1950. osnivaju izviđačke jedinice. 
Prve izviđačke jedinice su bile: četa pionira izviđača “Mladi Partizan” i četa izviđača “Ivo Lola ribar” u Splitu, grupa pionira izviđača “Bijela strijela” i četa na prvoj muškoj gimnaziji u Zagrebu. 
1951. u svim tadašnjim republikama Jugoslavije se osnivaju republički savezi izviđača (prvi je ZTS u Sloveniji, drugi je SIH u Hrvatskoj). 
1953. Antun Mladen Štern osniva patrolu “Munja” u Parku Kulture u Osijeku, a nedugo za tim i patrolu planinki, koje je vodila Marija Mamirović.  
27.11.1953. u Osijeku zbog omasovljenja dolazi do osnivanja prvog poslijeratnog Odreda izviđača "Ivo Lola Ribar". U Drvari (ul. K. Branimira 5). Prvi načelnik je Antun Mladen Štern Grozni, a starješina Ivo Šimunović. Odredu pomažu i neki od starih skauta Antun Gomzi Gomzika koji je ujedno bio i tajnik odreda.
1954. organiziran je prvi logor u Logarskoj Dolini (Slovenija) Osječkih izviđača.
1958. zbog masovnost u Osijeku se osnivaju novi odredi: "Moša Pijade", "Boško Buha".
10.9.1959. nakon prve smotre izviđača pomoraca i porječana 1959. osniva se Odred izviđača porječana "Mate Jerković" Osijek, a koji su inicirali Dragomir Šulc (tada starješina O.I. "I.L. Ribar"), Zvonko Valenteković Barba i Josip Seligman Selac.
16.2.1960. osniva se Odred izviđača "Bratstvo i jedinstvo" unutar kojeg je djelovala i Četa izviđača zrakoplovaca "Franjo Kluz".
1960. svi se ovi odredi udružuju u Savez izviđača Općine Osijek, koji je tada bio prva općinska organizacija izviđača u Hrvatskoj i SFR Jugoslaviji, a djelovao je do kraja 1991.)
27.10.1968. osnovan je Odred izviđača "VI Slavonski korpus" Osijek. Imao je 120 članova.
22.12.1968. u Šećeranskom domu, izdvajanjem istoimene čete osniva se Odred izviđača zrakoplovaca "Franjo Kluz" Osijek, koji je tada bio jedina izviđačka jedinica specijalizirana za zrakoplovstvo u državi.
15.9.1970. osniva se u Laslovu Samostalna četa izviđača "Bratstvo i jedinstvo" Njen starješina bio je Stanko Stokanović, vođa čete Bocka Lajoš - Picika, a instruktor čete Zdenko Popović Pop.
1972. Unutar O.I.P. "Mate Jerković" osniva se 28. Posada izviđača porječana "Boris Kidrič" sa starješinom posade: Stjepan Sokol, a vođom posade: Zoran Batnožić. Posada je 1977. proglašena Partizanskom četom.
1980'tih u Osijeku djeluju sljedeće jedinice: O.I. "Bratstvo i jedinstvo", O.I. "Ivo Lola Ribar", O.I.P. "Mate Jerković", O.I.Z. "Franjo Kluz", S.Č. "Anka Butorac", O.I. "I. B. Mali" Čepin, S.Č.I. "Bratstvo i jedinstvo" Laslovo, S.Č.I. "Jurica Ribar" Tenja, S.Č. "Braća Guštin" Višnjevac, O.I. "Ljubimir Milinković" Bijelo Brdo, O.I. "Vladimir Nazor" Čepin.
7.6.1983. je osnovana Samostalna četa izviđača "Jurica Ribar" Tenja i ima 70 članova.
1985. u Odredu izviđača porječana "Mate Jerković" djeluje 28. Posada izviđača porječana "Boris Kidrič" kojoj je starješina Stjepan Sokol, a vođa Zdenko Popović Pop. 
16.3.1986. osnovan je Klub brđana "Javor" kao klub pri SIO Osijek.
1987. Unutar O.I.P. "Mate Jerković" djeluje 29. Posada izviđača porječana "Dušan Čorković" sa starješinom posade: Zdenko Popović, a vođom posade: Damir Jugović - Jugo.
```
         1987.godine OI"Franjo Kluz" ima 6 četa i 1 klub brđana s ukupno 339 članova. 
         7. ČIZ "Jovan i Milena Radivojević" 42 člana 
         8 ČIZ "XII proleterska" 55 članova 
         9.ČIZ "Vitezovci" 52 člana 
        10. ČIZ "Sara Bertić" 75 članova 
        14 ČIZ "Ivan Goran Kovačić" 53 člana 
        33. ČIZ "Veljko Vlahović" 33 člana 
        Klub brđana "Potez 25" 19 članova 
```

1988. se osniva drugi porječanski odred izviđača u Osijeku. To je O.I.P."Dušan Vukasović Diogen". Starješina odreda bio je Zdenko Popović, načelnik Damir Jugović. Odred je postojao do početka domovinskog rata kada se rasformirao.

Narednih godina izviđačka organizacija je jačala i u Osijeku je 1986. imala više od 3000 članova, sve do agresije na Hrvatsku 1991.

### Domovinski rat
1991 osječki izviđači, ponajprije iz O.I.Z."Franjo Kluz" i O.I.P."Dušan Vukasović Diogen" koji su djelovali u S.I.O. Osijek, još jednom organizirali u obrani domovine na sve moguće načine: od izobrazbe vojske, civilne zaštite, evakuacije do sudjelovanja na prvim bojišnicama. Mnogi izviđači su dali svoje živote za Domovinu. 
Veliki dio članova se pridružio Civilnoj zaštiti grada i Zboru narodne garde, a poslije hrvatskoj vojsci. Većina naše izviđačke opreme SIOO-a kompletna logistika za 300 tinjak osoba (šatori, kuhala, kreveti, čamci, kanui,...) je stavljena na raspolaganje Zboru narodne garde, a poslije Hrvatskoj vojsci na korištenje. Sva ta oprema je nestala u vihoru rata, a ostatak je uništen prilikom pogotka granate u krov ekonomata, a priroda tj. Kiša je učinila svoje. Neki od članova su izgubili život u Domovinskom ratu (Vladimir Miklavčić, Božidar Moher,..) 
02.06.1991. smijenjena je stara uprava SIH-a, izrađeni su novi programi i statut i prekinuti su svi odnosi sa Savezom izviđača Jugoslavije.  
1992. jedina izviđačka jedinica koja je bila registrirana u Savezu izviđača Hrvatske iz Osijeka do 30.4.1992 je O.I.Z. "Franjo Kluz" Osijek. (Bilten SIH-a broj 390, travanj 1992) 
1992. izviđači u Osijeku ponovno počinju raditi s djecom po školama, skloništima, mjesnim zajednicama, a prvi tečaj za predvodnike je održavan u prostorijama Filmoteke 1. – 15.7.1992 a predavači su bili Dalibor Frečko-Frele i Zdenko Popović-Pop.
7.11. 1992. osniva se Družina izviđača zrakoplovaca "Vulkan"  kao prva družina izviđača u Osijeku nakon ratne '91.
17.2.1993.godine se osniva Družina izviđača porječana "Culex", kao druga družina u Osijeku i prva družina porječana nakon ratne '91.
U 1993 se osniva i Samostalna družina izviđača "Izviđač" Josipovac (prije SČI "Josipovac").
22.2.1992 ili 93 osniva se Odred izviđača "Drava"?(treba nadopuniti)
2.6.1993. godine osnovan je Odred izviđača "Quercus". Tijekom proljeća iste godine jedna grupa izviđača iz bivših odreda izviđača "Franjo Kluz", "VI Slavonski udarni korpus" i "Mate Jerković", a koji su nakon smirivanja ratnih djelovanja na području grada Osijeka oformila nove izviđačke družine, dala inicijativu za osnivanje inicijativnog odbora i formiranje odreda izviđača u duhu novih pravila i Statuta Saveza izviđača Hrvatske. Novo osnovani odred je sljednik bivšeg Saveza izviđača Općine Osijek te član Saveza izviđača Hrvatske. Prvi starješina je bio Boris Petekić, a načelnik Dalibor Frečko. Na skupštini je bilo nazočno 45 od 125 člana u tri družine: DIZ "Vulkan"(prije OIZ "Franjo Kluz"), DIP "Culex" (prije OIP "D. Vukasović") i DI "Izviđač" (prije SČI "Josipovac" te klub brđana (prije KB "Javor"). Osnivači su: Zorislav Babić, Zdenko Popović, Zlatko Nikšić, Mira Miklavčić, Senka Nikšić, Dubravka Čizmar, Boris Petekić, Helena Kristek, Milan Šola. Skupština je održana u prostorijama Studentskog Centra.
19.07.1993. SIH je ponovno primljen u WOSM kao jedna od prvih organizacija Hrvatske koje su ušle u neku od međunarodnih organizacija. WOSM (Svjetski skautski pokret), u kojemu nismo bili od davne 1938.
19.9.1993 osniva se Družina izviđača zrakoplovaca "Zeppelin" Osijek pod OI "Quercus"
1994. O.I. "Quercus" ima 106 članova u tri družine: DIZ "Vulkan", DIP "Culex" i DIZ "Zeppelin". Starješina odreda je Zdenko Popović, a načelnik Igor Miklavčić.
10.12.1994. je 2 godišnja skupština odreda. Odred ima 208 članova u tri družine: DIZ "Vulkan", DIP "Culex" i DIZ "Zeppelin". Skupština je održana u OŠ Mladost na Sjenjaku u Osijeku.
18.5.199. je osnivanje S.D.I. "Mursa" Osijek koja je djelovala u SIH-u do 2002.
28.10 1995. je 3 godišnja skupština OI "Quercus", a odred ima 106 članova, a 65 nazočno. Starješina Zorislav Babić, načelnik Zlatko Nikšić.
21.12.1995. je Odred izviđača "Quercus" Osijek upisan u Registar društvenih organizacija (redni broj 5, knjiga VIII), na adresi Crkvena 95b, Osijek. Odred provodi humanitarne i logističke potpore Odsjeku za Skrb HV, Osijek, vodeći djecu na logorovanja, prvenstveno u Odmaralište Vrsar, organizira i sudjeluje u aktivnostima "Clean Up The World", "Utrka za Mir" Bizovac, Osijek, Jedna Knjiga za Vukovar, Betlehemsko Svjetlo.
1996. Samostalna družina izviđača "Amicus Naselje prijateljstva" - Čepin 
10.06.1997. Odred izviđača "Quercus" (sada Udruga izviđača "Slavonski hrast") je primio povodom Dana Državnosti "POVELJU ZAHVALNOSTI OSJEČKO - BARANJSKE ŽUPANIJE" za predano i požrtvovano djelovanje u zaštiti i spašavanju, te zbrinjavanju ratom ugroženog stanovništva i otklanjanju posljedica ratnog djelovanja na području županije!
20.12.1997. Odred izviđača "Quercus" Osijek mijenja ime zbog novog pravilnika o udrugama u Udruga izviđača "Slavonski hrast" Osijek ili na engleskom jeziku The Scout Group "Quercus". Skupština je održana u prostorijama Gradnje.
Od 2001. osniva se Klub izviđača "Javor" Osijek 

### Današnji izviđači
Kao što smo rekli izviđači su članovi izviđačkog pokreta, te tako u Osijeku trenutno djeluju:
Udruga izviđača "Slavonski hrast
Izviđački klub "Javor"

## Slične udruge građana
Od sličnih udruga koje provode program izviđačkog pokreta, ali ne izvršavaju obaveze prema krovnoj organizaciji izviđačkog pokreta (Saveza izviđača hrvatske):
- od 1999. - Ruža Otajstvena
- od 1999. - Odred izviđača "Drava" Osijek
- od 1994. - Royal Rangers - kršćanski izvidnici Hrvatske - Osijek
- od 2008. - KID's